# Kardinál-protobiskup
Kardinál-protobiskup (kardinál-protoepiskop) je kardinál-biskup, který je v kardinálském kolegiu nejdéle. Pokud bylo v téže konzistoři jmenováno kardinály více biskupů, je kardinálem-protobiskupem ten, který je první v pořadí na jmenovací listině. Po staletí byl úřad děkana kardinálského kolegia vyhrazen kardinálům-protobiskupům, ale od motu proprio Sacro Cardinalium Consilio Pavla VI. z roku 1965 se stal volitelným úřadem v rámci kardinálů-biskupů. Dnes tedy kardinál-protobiskup a kardinál děkan mohou být dvě odlišné osoby zastávající různé funkce.
Od 4. září 2019 je kardinálem-protobiskupem Francis Arinze, kardinál-biskup z Velletri-Senyi, kterého na kardinála kreoval papež Jan Pavel II. při konzistoři 20. května 1985. 

## Seznam kardinálů-protobiskupů
viz také seznam děkanů kardinálského kolegia do 26. února 1965
- Eugène Tisserant † (26. února 1965 – 21. února 1972 zemřel)
- Fernando Cento † (21. února 1972 – 13. ledna 1973 zemřel)
- Amleto Giovanni Cicognani † (13. ledna – 17. prosince 1973 zemřel)
- Carlo Confalonieri † (17. prosince 1973 – 1. srpna 1986 zemřel)
- Agnelo Rossi † (1. srpna 1986 – 21. května 1995 zemřel)
- Paolo Bertoli † (21. května 1995 – 8. listopadu 2001 zemřel)
- Bernardin Gantin † (8. listopadu 2001 – 13. května 2008 zemřel)
- Roger Etchegaray † (13. května 2008 – 4. září 2019 zemřel)
- Francis Arinze, od 4. září 2019